# Королева мая (фотография)
«Королева мая» (англ. «The Queen of May», в каталоге Библиотеки Принстонского университета — англ. «Alice Liddell, daughter of the Dean of Ch. Ch.», «Алиса Лидделл, дочь декана [колледжа] Кр[айст]-Ч[ёрч]», в некоторых изданиях значится как англ. «Alice P. Liddell (in wreath)», «Алиса П. Лидделл (в венке)») — постановочная фотография Льюиса Кэрролла, запечатлевшая Алису Лидделл в образе героини первомайских народных праздников на Британских островах.

## История создания и судьба фотографии

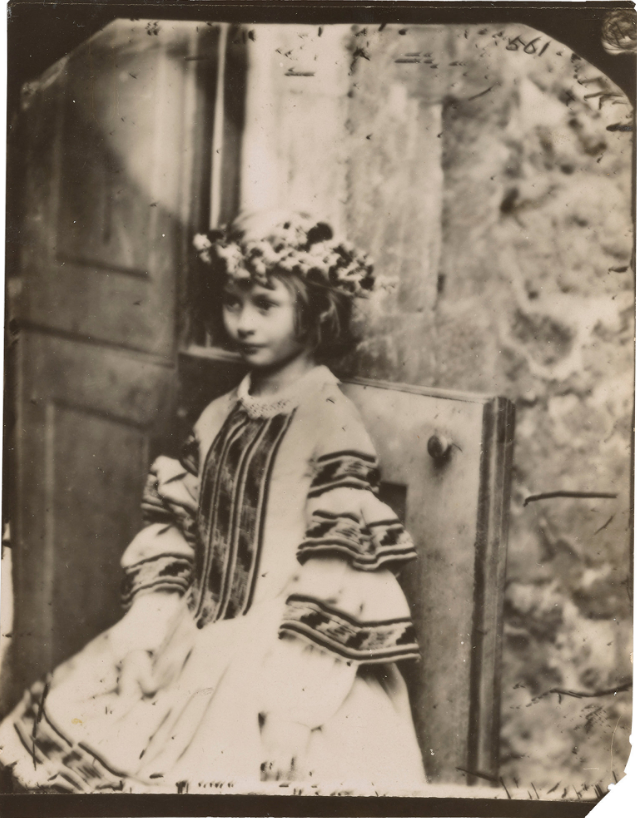
Льюис Кэрролл. Королева мая, 1860, Библиотека и музей Моргана

Фотография входит в коллекцию Библиотеки Принстонского университета, инвентарный номер — Z-PH-LCA-III.5. Она фигурирует там под названием «Алиса Лидделл, дочь декана [колледжа] Кр[айст]-Ч[ёрч]» (англ. «Alice Liddell, daughter of the Dean of Ch. Ch.»). Фотография входила в Альбом III Льюиса Кэрролла (находилась на странице 5). Размер — 8 1/2 x 11 сантиметров. Техника — мокрый коллодионный процесс на альбуминовой фотобумаге. Ещё один экземпляр фотографии находится в Библиотеке и музее Моргана (он является зеркальным отражением позитива из Принстонской библиотеки). Он стал частью коллекции в качестве дара от Артура A. Хоутона.
Ещё один позитив этой фотографии писателя был включён в 1955 году в экспозицию международной выставки «Род человеческий» (англ. «The Family of Man») в Нью-Йоркском музее современного искусства. Куратором проекта стал Эдвард Стайхен. На выставке было представлено 503 фотографии из 68 стран, которые принадлежали 273 фотографам. Викторианская Великобритания была представлена фотографией Кэрролла «Королева мая» (1860). Выставка гастролировала по всему миру в течение восьми лет и была показана в тридцати семи странах на шести континентах. В настоящее время фотография экспонируется на постоянной основе в составе данной коллекции в выставочном зале в Клерво.
В фотографиях, созданных одна за другой, «Королева мая» и «Алиса Лидделл», искусствовед Роберт Дуглас-Фэрхерст видит доказательство растущей близости Кэрролла и Алисы Лидделл. В мае или июне 1860 года Кэрролл сфотографировал её в венке из цветов в образе королевы мая, это был первый портрет не знаменитости, каковых стремился заснять Кэрролл прежде, а частного лица. Альбом III открывается снимками таких крупных фигур, как Альфред Теннисон и кронпринц Дании Фредерик. «Мисс Алиса Лидделл» записал Кэрролл в своем альбоме первоначально карандашом, позже он сделал надпись значительно менее формальную — «Алиса Лидделл», уже чернилами. Фотография опиралась на сюжет стихотворения Альфреда Теннисона 1833 года «Королева мая». В то же время, но немного позже, была сделана фотография «Алиса Лидделл и папоротник». Искусствовед Роберт Дуглас-Фэрхерст отмечает, что, возможно, Кэрролл ставил перед собой конкретные технические задачи в этих двух фотографиях:
- сложным тогда считалось фотографирование зелёного цвета (на этой фотографии — венок на голове девочки);
- в условиях длительной экспозиции крайне сложно было запечатлеть полуулыбку на губах Алисы, что и попытался осуществить Кэрролл.

По мнению специалиста по творчеству Кэрролла, в венке из цветов девочки может скрываться шуточный намёк на распространённую среди педагогов викторианской эпохи мысль, что дети имеют много общих черт с растениями — естественными, красивыми и дикими, с этой точки зрения потребуются немалые время и усилия, чтобы «одомашнить» и «цивилизовать» (воспитать и обучить их в правильном направлении) эти растения.

## Сюжетная основа: образкоролевы маявфольклорнойтрадиции и стихотворении Теннисона

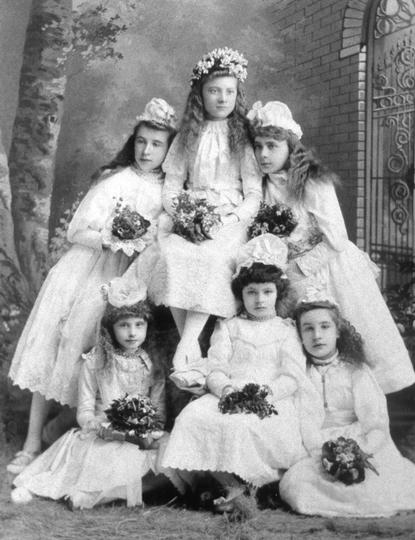
Королева мая и её двор, Британская Колумбия, около 1887

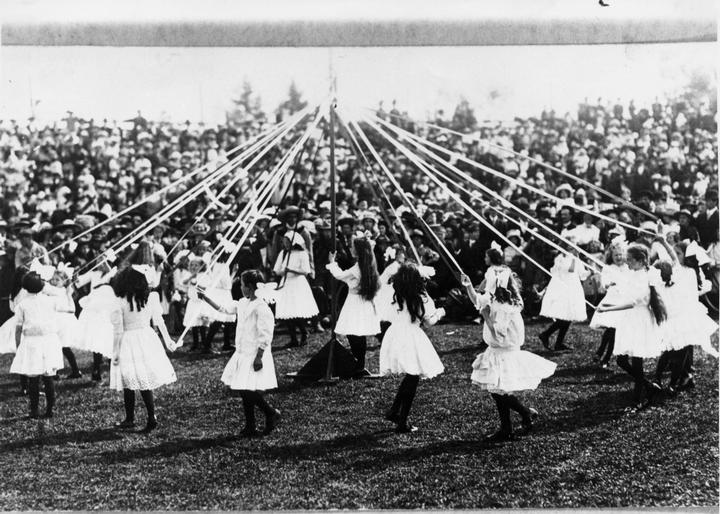
Празднование 1 мая в Нью-Уэстминстере, Британская Колумбия, Канада, 1913

Королева мая — девушка, избранная за красоту «королевой» в первомайских народных играх на Британских островах, носит в качестве короны венок из цветов. Народный майский праздник отмечался в первое воскресенье мая в Великобритании танцами вокруг майского дерева и коронованием королевы мая. Королевой мая становилась самая красивая девица в округе, она символизировала молодость и пробуждение природы весной, Королева мая выбирала себе соправителя — короля мая, а также фрейлин. Первого мая кельты праздновали Белтейн, зажигали в этот день костры в честь бога солнца. На конец апреля — начало мая выпадали Флоралии, в Древнем Риме это был праздник римской богини весны Флоры, который отмечался с 28 апреля по 3 мая. Участники праздника развешивали гирлянды из цветов. Языческие традиции сохранились и после утверждения на Британских островах христианства. В средние века в праздник украшали церкви ветвями и в благодарственных молитвах славили Бога за то, что он «сподобил снова увидеть радостные дни обновления всей природы».
В дни праздника проводились парады, возглавлял парад «Джек в зелёном», который нёс плетеную клетку, украшенную листвой и цветами, участники шествия играли на рожках и жестяных дудочках, в прибрежных районах использовали для этого раковины. Рядом с Джеком в зелёном шествовали в танце король и королева мая в сопровождении своей свиты. Существовали особые обряды, характерные для отдельных регионов. На острове Мэн до самого конца XVIII века королева мая и королева зимы устраивали импровизированную шутовскую битву. Роль Зимы обычно играл мужчина, одетый в женское платье. Если Зиме удавалось взять в плен королеву мая, то её свите приходилось выкупать свою королеву. Такие же битвы проводились в Уэльсе, там в сражении могли принимать участие только мужчины. Зима надевал отороченный мехом кафтан и меховую шапку, а в руках нёс посох из терновника и щит с приклеенными клочьями овечьей шерсти, изображавшей снег. Наряд его противника (королевы мая): белая рубаха, увитая цветочными гирляндами и широкополая шляпа, в качестве посоха использовалась ветвь ивы. Войска Зимы бросали в противника сухую солому и хворост, армия Лета отбивалась берёзовыми прутьями и побегами папоротника. В случае победы Лета, военачальника этой армии назначали королём, а уже после этого он выбирал себе королеву.
В Юго-Восточной Ирландии 1 мая королевой сроком на двенадцать месяцев выбиралась самая красивая девушка. Её голову украшали дикорастущими цветами; проходили пиры, танцы и деревенские состязания, оканчивается праздник большим шествием. Если же королева до следующего майского праздника выходила замуж, то она теряла свои полномочия, но новая королева выбиралась только в следующий праздник. В городе Голфорде в южной части Уорикшира на первомайский дети ходили от дома к дому, вышагивая парами вслед за королём и королевой. Двое мальчиков несли майский столб высотой примерно два метра, покрытый цветами и зеленью. Рядом с вершиной к нему под прямым углом привязывались два хомута. Они также были убраны цветами, а с концов этих хомутов свисали украшенные обручи. Дети поют майские песни и получали подарки или деньги, которые шли на устройство чаепития в школе. Подобные празднества были распространены и в континентальной Европе.
Расцвета праздник достиг в правление короля Генриха VIII, когда в праздновании принимали участие двор и высшее духовенство, однако с развитием капитализма он пришёл в упадок. Большой вклад в возрождение праздника майской королевы в середине XIX века внёс искусствовед Джон Рёскин, благодаря его стараниям он стал отмечаться в школах Британии, особенно женских.
Стихотворение-триптих «Королева мая» было опубликовано Альфредом Теннисоном в 1833 году, оно вошло в двухтомный сборник 1842 года Теннисона в разделе «Английских идиллий». Одно из самых популярных в XIX веке произведений поэта. По утверждению Д. Н. Жаткина и В. К. Чернина, Теннисон использовал в стихотворении древнюю традицию празднования 1 мая. Согласно британским народным поверьям, королева мая должна была быть принесена в жертву сразу после завершения празднества. Правдоподобность этого древнего обычая вызывает у специалистов сомнения, однако, возможно, именно на него опирался Теннисон при создании своего поэтического триптиха, первая часть которого под заголовком «Королева мая», относящимся также и ко всему оригинальному произведению, посвящена описанию радости девушки Элис, которой предстоит стать королевой мая, а вторая («Канун Нового года») и третья («Заключение») части повествуют о болезни и смерти героини. По другому воспринимал сюжет этого стихотворения Н. Ф. Золотницкий. По его мнению, Элис, страдая от болезни спустя многие годы после своего избрания королевой мая, вспоминает это событие как наиболее значительное в своей жизни.
На рубеже 1860—1870-х гг. А. Н. Плещеев перевёл и опубликовал в журнале «Отечественные записки» первую и вторую части триптиха поэта, сохранив название «Королева мая» для всего триптиха, он озаглавил первую часть «Ожидание» и интерпретировал название второй как «Вечер на Новый год». Существуют также перевод триптиха на русский язык М. М. Виноградовой и С. Б. Лихачевой (она осуществила его под своей фамилией и под псевдонимом «Джордан Катар»).